# Mount Gobey
Mount Gobey ist ein 3125 m hoher Berg im ostantarktischen Viktorialand. Er ist der höchste Berg der Retreat Hills und ragt am Südrand des Evans-Firnfelds auf.
Die Nordgruppe einer von 1966 bis 1967 durchgeführten Kampagne im Rahmen der New Zealand Geological Survey Antarctic Expedition bestieg ihn am 26. Dezember 1966. Die Mitglieder der Gruppe benannten ihn nach dem Feldforschungsassistenten David W. Gobey, welcher der Gruppe angehörte.